# Lucas Cruikshank
Lucas Alan Cruikshank (ur. 29 sierpnia 1993 w Columbus w stanie Nebraska) – amerykański aktor komediowy.
Lucas urodził się i wychował w Columbus w stanie Nebraska, gdzie uczęszczał do Lakeview High School. 
Jest synem Molly Jeanne i Dave'a Alana Cruikshanka. Ma pięć sióstr i dwóch braci.
Wcielił się w postać Freda Figglehorna w filmie Fred: The Movie i jego sequelach.

## Filmografia
| Rok/Lata  | Tytuł Filmu/Serialu/Gali                                 | Rola                                   |
| --------- | -------------------------------------------------------- | -------------------------------------- |
| 2006–2011 | Fred                                                     | Fred Figglehorn                        |
| 2009      | Teen Choice Awards 2009                                  | Fred Figglehorn                        |
| 2009      | ICarly                                                   | on sam/Fred Figglehorn                 |
| 2009      | Hannah Montana                                           | Kyle McIntyre                          |
| 2010      | Kids' Choice Awards 2010                                 | on sam prezenter do udzielenia nagród  |
| 2010      | Fred: The Movie                                          | Fred Figglehorn/Derf                   |
| 2011      | Cartoon Network Hall of Game Awards                      | on sam prezenter do udzielenia nagrody |
| 2011      | Supah Ninjas                                             | Spencer/Kickbutt                       |
| 2011      | Noc żywego Freda (ang. Fred 2: Night of the Living Fred) | Fred Figglehorn/Derf                   |
| 2012      | Zdaniem Freda (ang. Fred: The Show)                      | Fred Figglehorn                        |
| 2012      | Fred: Obóz obciachu (ang. Fred 3: Camp Fred)             | Fred Figglehorn                        |
| 2012–2013 | Marvin Marvin                                            | Marvin                                 |
| 2013      | Kids' Choice Awards 2013                                 | prezenter                              |
| 2013      | Big Time Rush                                            | on sam                                 |

## Nagrody
- Teen Choice Awards Najpopularniejsza gwiazda internetowa: 2009 Fred Figglehorn